# Martin Apolin

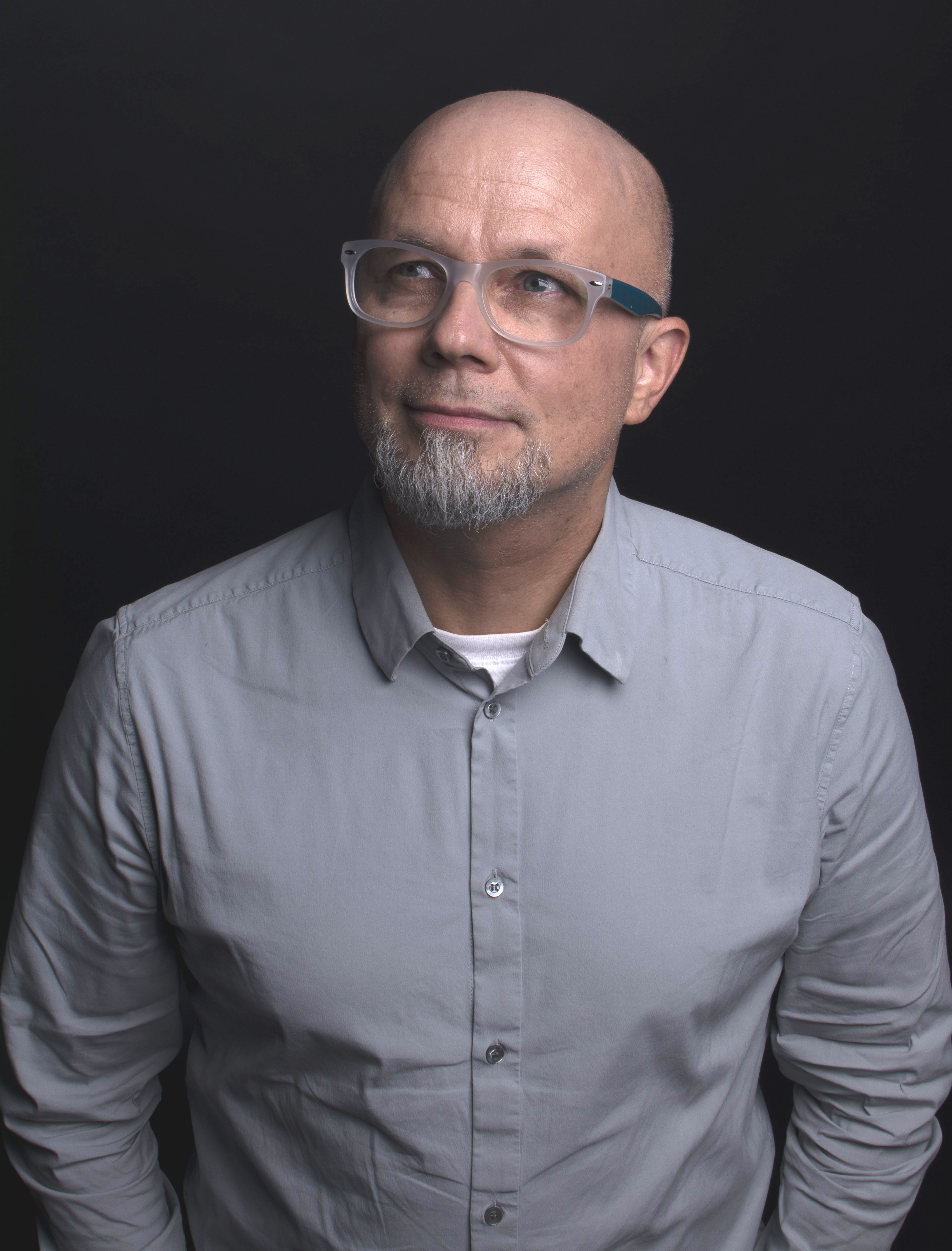
Martin Apolin (2019)

Martin Apolin (* 28. Februar 1965 in Wien) ist ein österreichischer Autor im Bereich Physikdidaktik und Sportwissenschaft, der auch als YouTuber agiert. Bekannt ist er vor allem für seinen Physik-Oberstufenlehrgang „Big Bang“. Für sein physikdidaktisches Lebenswerk wurde er 2022 von der Österreichischen Gesellschaft für Physik mit dem Roman-Ulrich-Sexl-Preis ausgezeichnet.

## Leben, Ausbildung und Arbeit
Martin Apolin wurde in Wien geboren. Nach Besuch des Gymnasiums in Wien VI studierte er ab September 1984 an der Universität Wien die Fächer Physik und Sport für das Lehramt und schloss das Studium 1989 (Physik) bzw. 1990 (Leibeserziehung) ab. Seit 1990 unterrichtet am Parhamergymnasium im 17. Bezirk in Wien.
Neben seiner Tätigkeit als Lehrer begann er in beiden Studienfächern jeweils ein Promotionsstudium. 1991 wurde er in Sportwissenschaften mit einer Dissertation über Laktatkinetik und -kinematik promoviert. Im Zuge dieser Dissertation erstellte er ein Turbopascal-Programm zur Auswertung und Dokumentation von Laktattests. Mit diesem Programm wurden in den folgenden Jahren, vor allem im damaligen IMSB (heute Leistungssport Austria), tausende Laktattests ausgewertet.
2002 promovierte er auch in Physikdidaktik mit einer Arbeit über die Sprache in Physikschulbüchern. Die Erkenntnisse seiner Physik-Dissertation ließ er später in seinen Oberstufenlehrgang „Big Bang“ einfließen.
Weiters arbeitete er von 2002 bis 2009 als Lektor am Institut für Sportwissenschaften im Bereich Trainingswissenschaften und von 2007 bis 2015 an der Fakultät für Physik in der Ausbildung von Lehramtsstudierenden.

## Arbeit als Autor
1996 veröffentlichte er sein erstes Buch Jonglieren ist keine Kunst bei der deutschen Edition Aragon. Gemeinsam mit seinem Koautor Sepp Redl veröffentlichte er 1997 die Bücher Know How Teil 1 und 2. Es handelt sich dabei um Schulbücher für den Sportkundeunterricht in Sportgymnasien. Es waren die ersten österreichischen Bücher für den Sportkundeunterricht.
Der Oberstufenlehrgang Big Bang wurde ab dem Jahr 2007 herausgegeben. Eine deutsche Lizenzversion ist seit 2019 bei Klett erhältlich. Mit dem Buch Mach das! Die ultimative Physik des Abnehmens gelang ihm ein Bestseller im populärwissenschaftlichen Bereich. Dieses Buch wurde 2023 bei Piper neu aufgelegt. Für die Magazine The Red Bulletin und Terra Mater war er jahrelang als Kolumnist für physikalische Themen tätig.

## Arbeit als YouTuber
Im September 2021 startete er seinen YouTube-Kanal Apolins Physik-Universum, auf dem er Videomaterial bereitstellt, das für den direkten Einsatz in der Oberstufe konzipiert ist.

## Bücher (Auswahl)
- Mach das! Die ultimative Physik des Abnehmens (Neuauflage), Piper 2023
- Big Bang 1, Deutsche Lizenzausgabe, Klett 2020
- Big Bang 2, Deutsche Lizenzausgabe, Klett 2020
- Himmels-Körper, Ecowin 2019
- Big Bang, Physik für die 4. Klasse, ÖVB 2018
- Big Bang, Physik für die 3. Klasse, ÖVB 2017
- Big Bang, Physik für die 2. Klasse, ÖVB 2016
- Mach das! Die ultimative Physik des Abnehmens, Ecowin 2014
- Big Bang, Physik für die 8. Klasse, ÖBV 2008
- Big Bang, Physik für die 7. Klasse, ÖBV 2008
- Big Bang, Physik für die 6. Klasse, ÖBV 2008
- Big Bang, Physik für die 5. Klasse, ÖBV 2007
- Wellenpuzzle, Themenband Physik, öbvethpt 2001
- Optikpuzzle, Themenband Physik, öbvethpt 1999
- Mechanikpuzzle, Themenband Physik, öbvethpt 1999
- Relativitätspuzzle, Themenband Physik, hpt 1997
- Know How 1, Materialien für den Sportkundeunterricht; Martin Apolin, Sepp Redl, ÖBV 1997
- Know How 2, Materialien für den Sportkundeunterricht; Martin Apolin, Sepp Redl, ÖBV 1997
- Jonglieren ist keine Kunst, Edition Aragon 1996